# David Pavelka
David Pavelka (Praga, 18 de mayo de 1991) es un futbolista checo que juega en la demarcación de centrocampista para el A. C. Sparta Praga de la Liga de Fútbol de la República Checa.

## Selección nacional
Debutó con la selección de fútbol de la República Checa el 3 de septiembre de 2015 en un partido de clasificación para la Eurocopa 2016 contra Kazajistán que finalizó con un resultado de 2-1 a favor del combinado checo tras el doblete de Milan Škoda para la República Checa, y de Yuriy Logvinenko para Kazajistán.

## Clubes
| Club                       | País            | Año       | Partidos | Goles |
| -------------------------- | --------------- | --------- | -------- | ----- |
| A. C. Sparta Praga II      | República Checa | 2009-2011 | 24       | 4     |
| A. C. Sparta Praga         | República Checa | 2011      | 3        | 0     |
| 1. F. C. Slovácko (cedido) | República Checa | 2011-2012 | 25       | 4     |
| A. C. Sparta Praga         | República Checa | 2012-2013 | 10       | 1     |
| F. C. Slovan Liberec       | República Checa | 2013-2016 | 115      | 20    |
| Kasımpaşa S. K.            | Turquía         | 2016-2020 | 125      | 5     |
| A. C. Sparta Praga         | República Checa | 2020-     | 113      | 8     |

## Palmarés

### Campeonatos nacionales
| Título                               | Club                 | País            | Año  |
| ------------------------------------ | -------------------- | --------------- | ---- |
| Copa de la República Checa           | F. C. Slovan Liberec | República Checa | 2015 |
| Liga de Fútbol de la República Checa | A. C. Sparta Praga   | República Checa | 2023 |
| Liga de Fútbol de la República Checa | A. C. Sparta Praga   | República Checa | 2024 |
| Copa de la República Checa           | A. C. Sparta Praga   | República Checa | 2024 |